# Jelthe Kloens
Jelthe Kloens is een Nederlandse gebedsgenezer. Hij richtte de organisatie Schud de Plaatsen op en houdt regelmatig genezingsdiensten.

## Levensloop
Jelthe Kloens was tijdens zijn jeugd lid van een gereformeerde bondsgemeente. Zijn ouders stapten over naar een evangelische kerk toen Kloens een tiener was. Via evangelische kerken in Zwolle (VEZ) en Kampen ontwikkelde Kloens zijn spreektalent. Later sloot hij zich aan bij Frontrunners van Tom de Wal, een omstreden gebedsgenezer, bij wie hij een driejarige opleiding volgde. Sinds 2022 treedt hij zelfstandig op. Zijn genezingsdiensten trekken soms duizenden bezoekers.

## Kritiek
Net als zijn leermeester Tom de Wal, is Jelthe Kloens omstreden. Zijn geclaimde wonderen zouden volgens critici niet echt zijn, 'medische desinformatie' bevatten, en mensen tot wanhoop drijven. De Vereniging tegen Kwakzalverij noemt zijn optredens een ‘nepgenezingskunstje’. Verder is er kritiek op de nadruk op geld tijdens zijn diensten: hij zou overdreven veel financiële bijdragen vragen en in ruil daarvoor grote beloftes doen die niet zijn waar te maken. Hij draagt het zogeheten 'welvaartsevangelie' uit, waarbij God garant staat voor materiële gunsten.  